# Dalia El Behery
Dalia Mahmoud Quotb El Behery (em árabe: داليا محمود قطب البحيري; nascida em 15 de outubro de 1970) é uma atriz egípcia. Ela ganhou o título de Miss Egito em 1990 e ficou em 27º lugar no concurso Miss Universo de 1990 em Los Angeles.

## Biografia
El Behery é bacharel pela Faculdade de Turismo e Hotéis da Universidade de Helwan e trabalhou em programas de prelúdio no Canal de Satélite Egípcio e modelagem. Sua primeira aparição notável foi em um videoclipe da música "Tegeesh neaeesh", de Ali El Haggar. Sua carreira de modelo abriu o caminho para sua profissão de atriz. Ela trabalhou com estrelas como Adel Imam em seu filme Al Safara fe Al Emara, juntamente com outros comediantes e cantores, incluindo Hany Ramzy, Moustafa Amar e Khaled Selim.
El Behery disse em uma de suas entrevistas na televisão que deseja encarnar o papel da rainha faraônica "Nefertiti" na tela, negando rumores de que ela estava relutante sobre o retrato da rainha "Cleópatra" pela atriz síria Solaf Fawakhirji.
De 2008 a 2013, casou-se com o empresário Farid El Mourchedi (conhecido como Fred Morse), neto do artista Farid Shawki de sua filha o produtor Nahed Farid Shawki. Dalia e Farid tiveram uma filha chamada Khadija, que morreu aos 8 meses por causa de uma doença rara. Em 2016, El Behery casou-se com Hassan Samy.
El Behery assinou como Embaixador da Boa Vontade para o Dia Mundial do AVC em novembro de 2010.

## Ideologia política
Em conversa telefônica com o canal "Al Arabiya", ela expressou sua felicidade com a pacífica Revolução Egípcia de 2011 e as demandas por direitos básicos como liberdade, reforma política e um esforço conjunto pela construção da nação. Enquanto isso, Dalia disse que a falta de segurança a deixou preocupada, como o resto da população. A preocupação, ela explicou, tem piorado constantemente depois que centenas de prisioneiros fugiram da prisão de Al Faiyum. Ela acrescentou que a revolta da juventude se acendeu nas ruas egípcias e agradeceu a seus companheiros egípcios que se uniram para proteger o patrimônio público, especialmente o Museu Egípcio.

## Filmografia
| Não. | Ano  | Título                |
| ---- | ---- | --------------------- |
| 1    | 2002 | Mohami khulaa         |
| 2    | 2003 | El Banat              |
| 3    | 2004 | Sana Oula Nasb        |
| 4    | 2004 | Kan Yom Hobak         |
| 5    | 2004 | Kalbi younadiek       |
| 6    | 2005 | Harim Karim           |
| 7    | 2005 | Al Bahethat           |
| 8    | 2005 | El-Sefara fi El-Omara |
| 9    |      | Ahlam Hakikiya        |
| 10   | 2006 | Al Ghawas             |
| 11   | 2007 | Juba                  |